# Goran Milojević
Goran Milojević Radivojević (nacido el 6 de diciembre de 1964 en Aranđelovac, Yugoslavia — actual Serbia —) es un exdelantero serbio que desempeñó para Selección de fútbol de Filipinas. Actualmente en es entrenador.

## Trayectoria como jugador
Jugó para el Estrella Roja de Belgrado, FK Partizan, Stade Brestois, CP Mérida, RCD Mallorca, Celta de Vigo, Club América y el Villarreal CF.

## Trayectoria como entrenador
A continuación, se convirtió en entrenador de varios clubes de Serbia y Montenegro como: FK Zelezni, FK Rudar Pljevlja, FK Radnički Obrenovac; y clubes españoles como el Mérida UD. En la temporada 2010-11 entrena al Atlético Baleares, de Palma de Mallorca (Islas Baleares) pero es cesado en el mes de octubre. En ese mismo mes, firma con el MFK Ružomberok de Eslovaquia.

## Selección nacional
Fue internacional con la Selección de fútbol de Yugoslavia, jugó 2 partidos internacionales.

## Clubes como futbolista
| Club                      | País       | Año       |
| ------------------------- | ---------- | --------- |
| Estrella Roja de Belgrado | Yugoslavia | 1982-1988 |
| Partizan de Belgrado      | Yugoslavia | 1988-1990 |
| Stade Brest               | Francia    | 1990-1991 |
| CP Mérida                 | España     | 1991-1992 |
| Real Mallorca             | España     | 1992-1995 |
| Celta de Vigo             | España     | 1995-1996 |
| CP Mérida                 | España     | 1996-1997 |
| Club América              | México     | 1997      |
| Villarreal CF             | España     | 1998      |

## Clubes como entrenador
| Club                                    | País       | Año       |
| --------------------------------------- | ---------- | --------- |
| FK Železnik                             | Serbia     | 2001-2002 |
| FK Rudar Pljevlja                       | Montenegro | 2002-2003 |
| FK Radnički Obrenovac                   | Serbia     | 2003-2004 |
| FK Smederevo                            | Serbia     | 2007      |
| Mérida UD                               | España     | 2008-2009 |
| MFK Košice                              | Eslovaquia | 2010      |
| CD Atlético Baleares                    | España     | 2010      |
| MFK Ružomberok                          | Eslovaquia | 2010-2011 |
| BSK Borca                               | Serbia     | 2012-2013 |
| Mladost Podgorica                       | Montenegro | 2013=2014 |
| Ermis Aradippou                         | Chipre     | 2017      |
| FK Mornar                               | Montenegro | 2018-2019 |
| Selección de fútbol de Filipinas        | Filipinas  | 2019      |
| Selección de fútbol sub-23 de Filipinas | Filipinas  | 2019      |